# Jacques Lacan
Jacques-Marie Émile Lacan známější jako Jacques Lacan (13. dubna 1901, Paříž – 9. září 1981, Paříž) byl francouzský psychoanalytik.
Byl klíčovou postavou postmoderní psychoanalýzy. Jeho myšlenky měly velký dopad na literární teorii, ohlas našly zejména v Evropě, málo však dosahují k anglofonním autorům, mimo jiné pro obtížnost překladu Lacanova díla. Jeho práce bývají přiřazovány ke strukturalismu, poststrukturalismu či dekonstruktivismu. K jeho klíčovým konceptům patří fáze zrcadla, imaginární/symbolické či reformulace oidipovského komplexu ("jméno otce").

## Surrealismus a surrealistická psychoanalýza
Cesta k psychoanalýze vedla u Lacana přes surrealismus, přátelil se s André Bretonem a publikoval eseje v prvních surrealistických časopisech. Jeho verze psychoanalýzy, kterou později rozvinul, je někdy chápána právě jako "surrealistická psychoanalýza", jednak pro poetický, nesoustavný styl (S. Turkle za jeho vzor považuje Mallarméa), pro nesrozumitelnost (S. Schneidermann považuje Lacanovy statě, zejména jeho proslulé neologismy, za nepřeložitelné), ale i z hlubších důvodů. M. Oliner se domníval, že Lacan se svým stylem pokoušel o jakési filozofující "automatické psaní", o bezprostřední zpřítomnění a ztělesnění nevědomí, o což usilovali i surrealističtí umělci.
Lacan je také považován za autora "typicky francouzského". Psychoanalytik Stephen Mitchell napsal: "Jeho dílo je patrně nejlepším příkladem toho, jak psychoanalýza v různých zemích získává výrazně národní charakter. Lacanovy přednášky, to byla představení plná koncepčního a slovního žonglování typického pro francouzskou inteligenci: hojné filozofické, politické a literární odkazy a narážky, pohrdavý, bojovný postoj a spletité spojení autoritářské libovůle a protiautoritářského odporu. (...) Je úmyslně temný, nejasný, prchavý, provokativně obtížný.".

## Návrat k Freudovi
Lacan na počátku 50. let ohlásil, že usiluje o "návrat k Freudovi", přestože se tehdy zdálo, že psychoanalýza již vychází z módy. Podle Lacana jsou ovšem nejdůležitějšími Freudovými texty ty napsané před rokem 1905, tedy ty před sexuální teorií, věnované snům, symptomům, přeřeknutím apod. Podle Lacana byl Freud revoluční především svou sémiotikou a potřeboval propojit s učeními Ferdinanda de Saussura, Romana Jacobsona a antropologa Clauda Lévi-Strausse. Proto také Lacan pohrdal britskými a americkými autory, neboť pro ně bylo ústředním tématem psychoanalýzy Ego (Já), anebo vztahy. Pro Lacana je jím však jazyk. Jazyk dle Lacana mluví skrze člověka, nikoli člověk skrze jazyk, a jazyk splývá s nevědomím (tzv. Druhý v nás).
Lacan se však brzy dostal do vážných sporů s Pařížskou psychoanalytickou společností, to když začal experimentovat s krátkými seancemi – někdy své pacienty poslal domů za pár minut, když se mu zdálo, že ten den nic podstatného již neřeknou. Kvůli tomuto porušování základních pravidel psychoanalytické techniky byl Lacan silně kritizován, načež roku 1953 pařížskou společnost opustil. Sdružení, jichž byl posléze členem, měla zakázán vstup do Mezinárodní psychoanalytické asociace. Roku 1964 Lacan založil vlastní společnost École Freudienne k šíření vlastního učení. V té době již byl intelektuální celebritou, jeho semináře přitahovaly řadu studentů, zejména radikálních, a Lacanovo učení a osobnost tak sehrály významnou úlohu v neklidu na univerzitách na konci 60. let a v Pařížském máji 1968.

## Oidipovský komplex
Lacan se hlásí k Freudovu konceptu oidipovského komplexu, poněkud ho však reinterpretuje. Nejprve dítě nevnímá matku jako oddělenou bytost a využívá ji k plnění potřeb. Pak však pochopí její oddělenost, a to je pro Lacana klíčový moment vývoje, "základní Nesvár" lidského života. V tu chvíli se zrodí touha, primárně touha po znovusplynutí s matkou, která je však neukojitelná. Podle Lacana chce dítě objevenou propast mezi sebou a matkou překlenout tím, že bude pro matku vším, chce ztělesnit vše, po čem matka touží. V oidipovském stadiu pak zjistí, že matka touží po falu, chce se tedy stát jejím falem. Jenže zjistí, že naplnění této touhy stojí v cestě otec – jednak si dělá na matku nárok, jednak má falus. Dítě se buď proti tomuto otci vzbouří, tehdy bude psychotické, nebo jeho moc akceptuje a přijme ho jako Zákon, který navždy zakazuje znovusplynutí s matkou. Akceptace Zákona také znamená, že dítě již nemůže být falem matky, je tedy o tento symbolický falus obráno, je "vykastrováno". Přesměruje svou touhu v oidipovském komplexu do falických drah, ale pod tím bude vždy "toužit po něčem jiném".
Zákon také úzce souvisí s jazykem, přijetí Zákona značí též přijetí jazyka. Proto také oidipovský komplex nemůže odvrátit nepřítomnost otce, neboť už tím, že matka užívá jazyk, zpřítomňuje otcovskou autoritu, která narušuje vztah dítěte a matky. Z této teorie též vyplývá, že falus je zcela výjimečný znak, vlastně první, ustavující označující, ústřední bod symbolického řádu. Tento důraz vedl kritiky k označování lacanismu jako "falocentrického". To však nezabránilo, aby se nestal inspiračním zdrojem – trochu paradoxně – především feminismu (Julia Kristeva, Juliet Mitchellová, Luce Irigarayová).